# رافن‌اشتاین، آلمان
شهر رافن‌اشتاین، آلمان (به آلمانی: Ravenstein, Germany) در ایالت بادن-وورتمبرگ در کشور آلمان واقع شده‌است.